# Cyril Seedhouse
Cyril Seedhouse (Cyril Norman Seedhouse;) (* 10. April 1892 in Leighton Buzzard, Central Bedfordshire; † 21. Januar 1966 in Exminster, Devon) war ein britischer Sprinter.
Bei den Olympischen Spielen 1912 in Stockholm gewann er mit der britischen Mannschaft Bronze in der 4-mal-400-Meter-Staffel. Über 200 und 400 Meter erreichte er jeweils das Halbfinale.
1912 und 1914 wurde er englischer Meister über 440 Yards.